# The One and Only (Chesney Hawkes)
"The One and Only" is een single uit 1991 van de Britse zanger Chesney Hawkes. Het nummer is geschreven door Nik Kershaw, en werd oorspronkelijk opgenomen voor de soundtrack van de film Buddy's Song (waarin Hawkes de hoofdrol vertolkte). De single is geproduceerd door Alan Shacklock.
De plaat werd met name in thuisland het Verenigd Koninkrijk een grote hit. Daar stond het nummer vijf weken op de eerste plaats in de UK Singles Chart.
De plaat werd later ook gebruikt in de film Doc Hollywood (met Michael J. Fox), en werd dankzij die film een hit in de Verenigde Staten. Daar haalde de single de 10e plaats op de Billboard Hot 100.
In Nederland werd de plaat veel gedraaid op Radio 3 en werd een radiohit. De plaat bereikte de 11e positie in de Nederlandse Top 40 en de 9e positie in de Nationale Top 100.
In België bereikte de plaat de 3e positie in de Vlaamse Ultratop 50 en de 2e positie in de Vlaamse Radio 2 Top 30.
Hawkes heeft nadien echter nooit het succes van deze single kunnen evenaren. Derhalve is het nummer een synoniem geworden voor eendagsvliegen. De titel van het nummer is ironisch te noemen, daar het Hawkes’ enige succesvolle single was.

## Hitlijsten
| Lijst                | Hoogste positie |
| -------------------- | --------------- |
| UK Singles Chart     | 1               |
| Ö3 Austria Top 40    | 1               |
| Nationale Top 100    | 9               |
| Nederlandse Top 40   | 11              |
| Irish Singles Chart  | 3               |
| VG-lista             | 5               |
| Sverigetopplistan    | 2               |
| Swiss Singles Chart  | 5               |
| US Billboard Hot 100 | 10              |